# Rui Sueyoshi
Rui Sueyoshi (末吉 塁 Sueyoshi Rui?, Osaka, 26 de julio de 1996) es un futbolista japonés que juega como centrocampista en el Fagiano Okayama.

## Trayectoria
En 2019 se unió al Montedio Yamagata de la J2 League.

## Clubes
| Club                     | País  | Año       |
| ------------------------ | ----- | --------- |
| Montedio Yamagata        | Japón | 2019-2020 |
| JEF United Chiba         | Japón | 2021-2023 |
| Fagiano Okayama (cedido) | Japón | 2023      |
| Fagiano Okayama          | Japón | 2024-     |